# Eleccions presidencials del Kirguizstan de 2021
El 10 de gener de 2021 es van celebrar eleccions presidencials anticipades al Kirguizstan, juntament amb un referèndum constitucional. Les eleccions es van convocar anticipadament després de la dimissió del president Sooronbay Jeenbekov arran de les protestes kirguisses de 2020.

## Context
El 24 d'octubre de 2020, la Comissió Electoral Central del Kirguizstan (BShK) va anunciar que se celebrarien eleccions presidencials anticipades el 10 de gener de 2021. L'anunci de les eleccions anticipades es va produir després de diverses setmanes de protestes públiques i caos polític que van provocar la dimissió del president Sooronbay Jeenbekov. L'agitació va seguir a les acusacions de corrupció electoral que es van produir en les eleccions parlamentàries d'octubre de 2020, que posteriorment van ser anul·lades per la Comissió Electoral Central.

## Sistema electoral
Les eleccions es van celebrar utilitzant el sistema de dues voltes, en el qual si cap candidat obtenia la majoria en la primera volta, se celebrava una segona entre els dos primers classificats. Segons la Constitució de 2010, el mandat presidencial és de sis anys. No es permet la reelecció.
Per a inscriure's, els aspirants tenien fins al 4 de desembre de 2020 per a reunir 30.000 signatures de suport a la seva candidatura i pagar una taxa d'accés a les urnes d'1.000.000 de soms (11.830 dòlars).

## Resultats
Fins al 14 de novembre de 2020, 63 persones havien presentat la seva candidatura. El 4 de desembre, el Comitè Electoral Central va anunciar la llista definitiva de 19 candidats aprovats.
Tots els candidats es van presentar oficialment com a independents, encara que alguns van rebre el suport dels seus respectius partits polítics. Sadir Japarov va guanyar les eleccions àmpliament, rebent gairebé el 80% dels vots. Un total de 10.851 paperetes retornades van ser nul·les, a més de 196 que es van recuperar d'urnes portàtils no vàlides. La participació va ser del 39,16%.